# سفارة سريلانكا لدى البحرين
سفارة سريلانكا لدى البحرين هي البعثة الدبلوماسية جمهورية سريلانكا الديمقراطية الاشتراكية لدى مملكة البحرين، وتقع بالعاصمة المنامة.